# Finance et investissement
Finance et Investissement est un journal financier québécois. Fondé en 1999, il fait partie de TC Media (TC Transcontinental) jusqu'en 2019, date du rachat par Newcom Media. Il s'adresse aux professionnels du placement, des planificateurs financiers, des représentants en épargne collective, des conseillers en sécurité financière et des conseillers en valeurs mobilières.

## Historique
Fondée en 1999 Finance et Investissement est une propriété de Transcontinental jusqu'en septembre 2019 lorsque Newcom Media reprend la publication. C'est Finance et investissement qui a été le premier journal au Québec à révéler le scandale Norbourg.

## Présentation
Le journal Finance et Investissement édite 16 numéros par an. Il publie à près de 30 000 professionnels du placement des nouvelles du secteur financier du Québec et plusieurs palmarès dont le Top 25 de l’industrie financière, le Top 9 des courtiers québécois ou encore le Top 11 des conseillers multidisciplinaires

## Diffusion
Finance et Investissement est disponible en version imprimée et numérique ainsi qu'en version mobile avec une application iPad, une application iPhone et un site mobile.

## Autre publications
Le groupe Finance et Investissement compte aussi une publication sœur en anglais, Investment Executive.